# وزارة الصحة (كندا)
وزارة الصحة الكندية (بالإنجليزية: Health Canada، وبالفرنسية: Santé Canada) هي القطاع الحكومي الكندي المسؤولة عن الصحة العامة الوطنية. وزيرة الصحة الحالية هي جينيت بيتيباس تايلور، وهي عضو ليبرالي في البرلمان تم تعيينها في منصب رئيس الوزراء جاستن ترودو. تم إنشاء صحة كندا في عام 1993 عندما قسمت وزارة الصحة والرعاية الاجتماعية الكندية السابقة في كندا إلى قسمين منفصلين، وزارة الصحة الكندية والموارد البشرية والعمل في كندا.
الإدارة مسؤولة أيضًا عن العديد من الوكالات الفيدرالية ذات الصلة بالصحة، مثل الوكالة الكندية لفحص الأغذية ووكالة الصحة العامة في كندا، وغيرها. تساعد هذه المنظمات في ضمان الامتثال للقانون الفيدرالي في مجموعة متنوعة من أنشطة الرعاية الصحية والزراعة والصيدلانية. كما يتعاونون بشكل مكثف مع العديد من الإدارات والوكالات الفيدرالية والمحلية الأخرى من أجل ضمان سلامة الأغذية والمنتجات الصحية والأدوية الصيدلانية وكذلك تنظيم المرافق المشاركة في البحوث الصحية وتصنيع الأدوية الدوائية واختبارها.

## الفروع والمناطق والوكالات
لدى وزارة الصحة الكندية الفروع والمناطق والوكالات التالية:

### الوزراء والإداريون
- وزير الصحة
- نائب الوزير - سايمون كينيدي[6]
- نائب الوزير المساعد - كريستين دونوغو[7]
- كبير موظفي الصحة العامة

### الفروع
- مكتب التدقيق والمساءلة
- فرع المدير المالي
- فرع الاتصالات والشؤون العامة
- فرع خدمات الشركات
- سكرتارية الإدارة
- فرع البيئات الصحية وسلامة المستهلك
- فرع المنتجات الصحية والغذائية
- خدمات قانونية
- فرع العمليات التنظيمية والإنفاذ
- فرع السياسات الإستراتيجية

### وكالات
- المعاهد الكندية للبحوث الصحية
- وكالة تنظيم إدارة الآفات
- وكالة الصحة العامة في كندا
- نظام معلومات المواد الخطرة في مكان العمل
- الوكالة الكندية للتفتيش على الأغذية
- مجلس براءة اختراع لأسعار الأدوية

## مكاتب
- مكتب الرئيس كاميرون الزائر
- مكتب كبير أطباء الأسنان
- المكتب الوطني لنظام معلومات المواد الخطرة في مكان العمل
- توظيف الممرضين
- مركز الخدمات الطبية الصحية العامة

## مختبرات
- مركز المختبرات لمكافحة الأمراض
- مركز أبحاث السير فريدريك ج

## الجهات التنفيذية والرقابية
تدعم مديرية المراقبة والتنفيذ مهمة وزارة الصحة الكندية لمساعدة الكنديين على الحفاظ على صحتهم وتحسينها من خلال إنفاذ القوانين واللوائح المتعلقة بإنتاج المنتجات الاستهلاكية وتوزيعها و / أو بيعها و / أو بيعها و / أو استخدامها، والتبغ ومنتجات مكافحة الآفات والعقاقير وعلم الأحياء والأجهزة الطبية والمنتجات الصحية الطبيعية.
تجري المديرية عمليات تفتيش وتحقيقات للتأكد من سلامة المنتجات وذات نوعية جيدة وتمييزها وتوزيعها بشكل صحيح، من أجل حماية الكنديين بشكل أفضل من المنتجات والمواد الاستهلاكية الضارة.
تنقسم مديرية الامتثال والتنفيذ إلى ستة برامج متميزة:
- برنامج المراقبة الكندي
- برنامج المواد الخاضعة للرقابة
- برنامج التفتيش
- برنامج مكافحة المبيدات
- برنامج سلامة المنتج
- برنامج مكافحة التبغ

## التعاون الدولي
في ديسمبر 2016، وافقت وزارة الصحة الكندية على شراء مضادات سموم جديدة تسمى Botulism Antitoxin Heptavalent (BAT) من شركة Emergent Biosolutions التي تتخذ من الولايات المتحدة الأمريكية مقراً لها، وهي شركة عالمية متخصصة في مجال الصيدلة البيولوجية. حددت وكالة الصحة العامة في كندا التسمم الغذائي باعتباره تهديدًا حيوياً محتملًا.

## تشريعات
الأفعال التي تتحمل وزارة الصحة الكندية مسؤوليتها الكاملة أو الجزئية
- قانون الإنجاب البشري المساعد
- قانون الصحة الكندي
- المركز الكندي لقانون تعاطي المخدرات
- قانون حماية البيئة الكندي،
- قانون المعاهد الكندية للبحوث الصحية
- قانون المخدرات والمواد الخاضعة للرقابة
- قانون تنفيذ معاهدة الحظر الشامل للتجارب النووية
- قانون وزارة الصحة
- قانون الإدارة المالية
- اللياقة البدنية والهواة قانون الرياضة
- قانون الغذاء والدواء
- قانون مراجعة معلومات المواد الخطرة
- قانون المنتجات الخطرة
- قانون براءات الاختراع
- قانون مكافحة الحشرات
- قانون تعويض مخلفات المبيدات
- قانون الحجر الصحي
- قانون الأجهزة الباعثة للإشعاع
- قانون التبغ وقانون استهلاك التبغ (مدعوم)

القوانين المتضمنة وزارة الصحة الكندية أو ذات ارتباط خاص
- قانون البث
- قانون العمل الكندي
- قانون كندا الطبي
- قانون الشحن الكندي
- قانون الوكالة الكندية للتفتيش على الأغذية
- قانون التأهب لحالات الطوارئ
- قانون الطوارئ لامدادات الطاقة
- قانون ضريبة الاستهلاك
- قانون الترتيبات المالية الفيدرالية
- قانون الأعلاف
- قانون الهجرة وحماية اللاجئين
- قانون الحدائق الوطنية
- قانون السلامة النووية والرقابة
- قانون الصحة لغير المدخنين
- قانون صندوق الملكة إليزابيث الثانية للبحوث الكندية
- قانون العلامات التجارية

## الانتقادات
دعت مقالة افتتاحية نشرتها المجلة الطبية الكندية جريدة Health Canada إلى تنظيم منتجات الصحة الطبيعية بشكل أكثر صرامة. أشار المقال الافتتاحي إلى مواطن الضعف في التشريعات الحالية التي تسمح لمنتجات الصحة الطبيعية بتقديم مطالبات صحية لا أساس لها، وإهمال الأبحاث المتعلقة بالآثار الجانبية قبل وصول المنتجات إلى السوق، وبيعها دون تقييمها من قبل وزارة الصحة الكندية.
في 10 سبتمبر 2012، شكك تقرير على تلفزيون CBC في سلامة الأدوية المباعة في أمريكا الشمالية. ذكرت صحيفة براندون صن أن وزارة الصحة الكندية غامضة بشأن عمليات التفتيش على الأدوية المصنعة في الخارج، مما يترك الجمهور غير متأكد من سلامة هذه الأدوية.

## روابط خارجية
- وزارة الصحة الكندية